# エドゥアルダ (小惑星)
エドゥアルダ (340 Eduarda) は、小惑星帯にある典型的な小惑星である。
1892年9月25日にマックス・ヴォルフがハイデルベルクで発見し、ドイツのアマチュア天文学者であるハインリヒ・エドゥアルド・フォン・ラーデにちなんで命名された。